# Better Together (The Remixes)
Better Together (The Remixes)  es el primer EP de remixes de Fifth Harmony y el quinto en total del grupo americano. Es la versión en remix de los temas de Better Together. Fue lanzado el 25 de noviembre de 2013 por Syco Music y Epic Records. Los productores de este EP son los encargados de hacer los remixes de las canciones.
Sólo salió a la venta de forma digital.

## Lista de canciones
| N.º   | Título                                            | Escritor(es)                                                                                                  | Productor(es) | Duración |  |
| 1.    | «Don't Wanna Dance Alone (Cole Plante Remix)»     | Ally Brooke, Camila Cabello, Dinah Jane Hansen, Lauren Jauregui, Normani Kordei, Julian Bunetta, Andre Merrit | Cole Plante   | 3:55     |  |
| 2.    | «Miss Movin' On (Papercha$er Remix)»              | Mitch Allan, Jason Evigan, Lindy Robbins, Julia Michaels                                                      | Papercha$er   | 4:07     |  |
| 3.    | «Better Together (DayDrunk Remix)»                | Harmony Samuels, Savan Kotecha, Evigan, Rickard Göransson                                                     | DayDrunk      | 3:16     |  |
| 4.    | «Who Are You (Bit Error Remix)»                   | Brooke, Cabello, Hansen, Jauregui, Kordei, Bunetta, Bianco, Nasri Tony Atweh                                  | Bit Error     | 4:11     |  |
| 5.    | «Leave My Heart Out of This (Buzz Junkies Remix)» | Evigan, Tebey Solomon Ottoh, Marcus "Marc Lo" Lomax, Stefan Johnson, Jordan Johnson                           | Buzz Junkies  | 4:41     |  |
| 20:11 |                                                   | |               |          |  |